# Llo
Llo  es una localidad  y comuna francesa, situada en el departamento de Pirineos Orientales en la región de Languedoc-Rosellón y comarca histórica de la Alta Cerdaña.
A sus habitantes se les conoce por el gentilicio de llotois en francés,  llonès, llonesa, en catalán o llonés o llonesa en castellano.

## Geografía

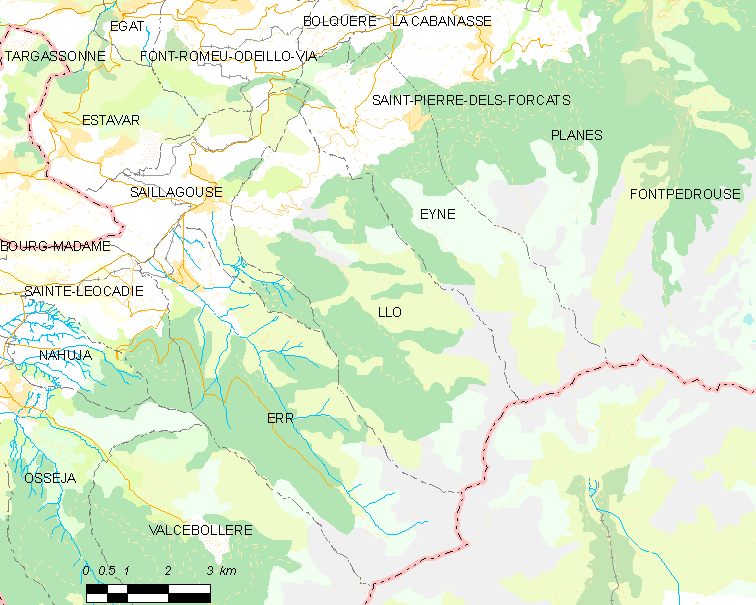
Situación de Llo

## Demografía
| 62 | 86 | 108 | 116 | 131 | 133 |
| Para los censos de 1962 a 1999 la población legal corresponde a la población sin duplicidades (Fuente: INSEE [Consultar]) |    |     |     |     |     |